# カール・ミヒャエル・コンマ
カール・ミヒャエル・コンマ（Karl Michael Komma、1913年12月24日 - 2012年9月23日）は、ドイツの作曲家。
ズデーテン地方のアシュ出身。プラハのドイツアカデミーでジョージ・セルらに師事したのち、1934年からハイデルベルクで音楽学を学び、1936年に18世紀の作曲家ヤン・ツァハの研究で博士号を得た。その間作曲をヴォルフガング・フォルトナーに師事し、1938年にズデーテン地方がドイツに併合されると祝典合唱曲を作曲した。1940年から1945年にかけてライヒェンベルク（現在のリベレツ）の音楽学校の校長を務めた。
戦後は1954年から1989年までシュトゥットガルト音楽演劇大学で音楽史・作曲・和声の教授を務めた。

## 作品

### 管弦楽
- ピアノ協奏曲第1番（1957）
- ピアノ協奏曲第1番（1982）
- トリスタンの嘆き
- イングリッシュホルンとオーケストラのためのエレジーとスケルツォ（1999）
- 大いなる平和の舞曲～明仁天皇と美智子皇后のために（1993）
- 皇太子御成婚慶祝曲～徳仁皇太子と皇太子妃雅子のために（1994）

### 声楽曲
- 詩篇カンタータ
- 無伴奏合唱のためのマタイ受難曲
- 無伴奏合唱のためのヘンデルへのオマージュ